# Wildveld
Wildveld (Fries: It Wyldfjild, [ət’viltfjɪlt]) is een buurtschap in de gemeente Achtkarspelen, in de Nederlandse provincie Friesland.
De nederzetting ligt ten oosten van Houtigehage, ten zuidoosten van Boelenslaan en ten zuidwesten van Surhuisterveen. Ze lag destijds in een wild heidegebied, waarvan de naam is afgeleid. Wildpad valt onder Boelenslaan en Surhuisterveen.
Op 28 maart 2019 werd door het college van B&W van de gemeente Achtkarspelen besloten dat Wildveld eigen buurtschapsborden zou krijgen.

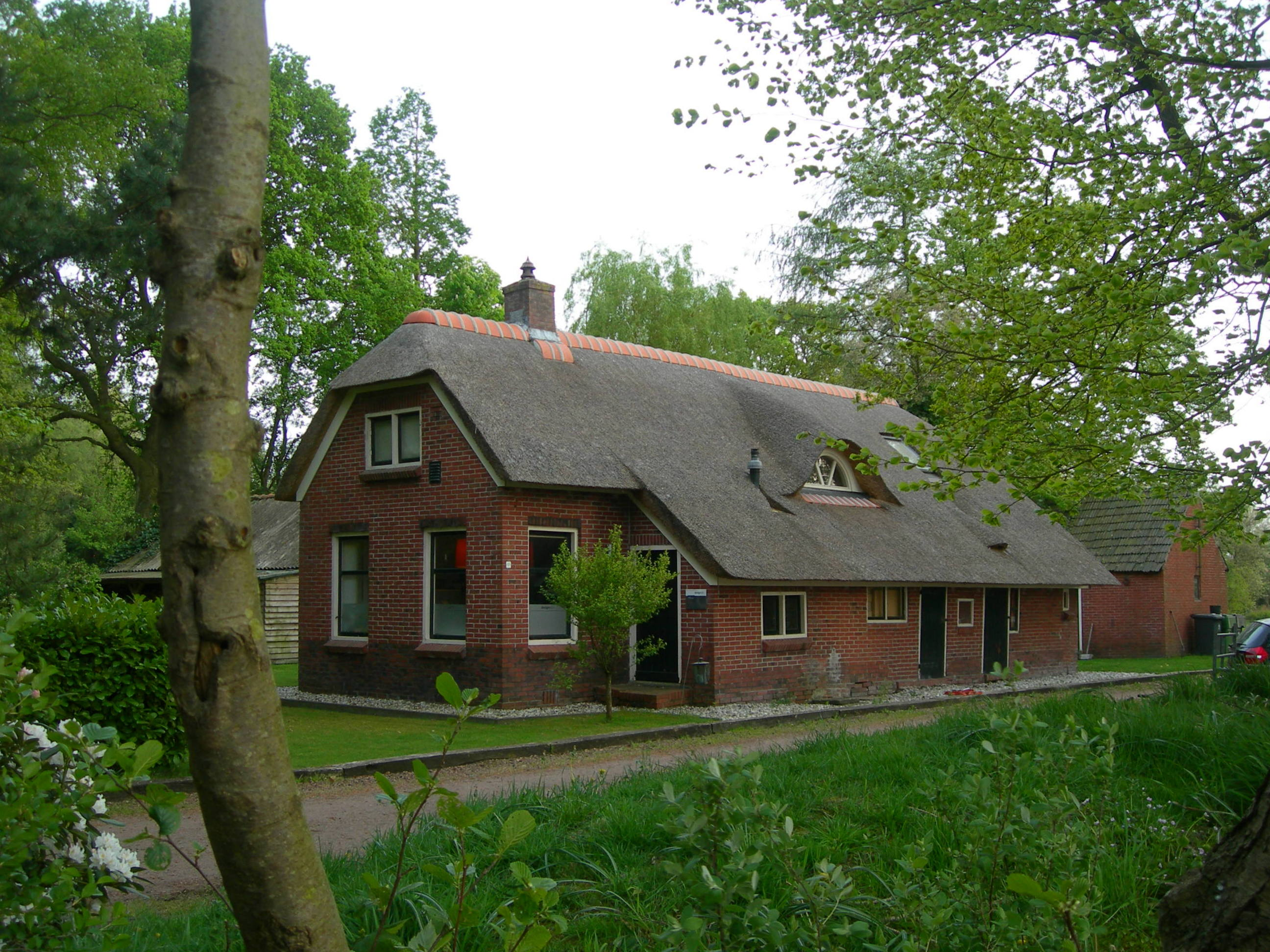
Woonboerderij (2011)

Dorpen: Augustinusga · Boelenslaan · Buitenpost · Drogeham · Gerkesklooster · Harkema · Kootstertille · Stroobos · Surhuisterveen · Surhuizum · Twijzel · Twijzelerheide

Buurtschappen: Barghiem · Blauwhuis · Blauwverlaat · Buweklooster · Buwetille · De Kooten · De Laatste Stuiver · Dijkhuizen · Egypte · Gerben Allesverlaat · Hamsterpein · Hamshorn · Hiltjemoeiswouden · Jachtveld · Kortwoude · Kuikhorne (deels) · Lutkepost · Monniketille · Ophuis · Opperkooten · Rohel · Roodeschuur · Surhuizumer Mieden · Uitland · Vierhuizen · Westerend · Wildpad (deels) · Wildveld

Friesland: Steden en dorpen      Nederland: Provincies · Gemeenten